# Ramon Despujol i Vilalba
Ramon Despujol i de Vilalba (El Despujol, 7 de febrer de 1772 — 1848), baró de Montclar i marquès de Palmerola. Defensor de Tortosa contra les forces napoleòniques del general Suchet el 1811 i regidor perpetu de Barcelona.